# اورشکوویتسا
اورشکوویتسا (به صربی: Oreškovica) یک منطقهٔ مسکونی در صربستان است که در پتروواتس نا ملاوی واقع شده‌است.